# Jaroměř
Jaroměř (deutsch Jermer, auch Jaromir) ist eine Stadt im Okres Náchod in der Region Königgrätz in Tschechien. Die Stadt ist Mitglied in der Euroregion Glacensis und im Walled Towns Friendship Circle.

## Geographie

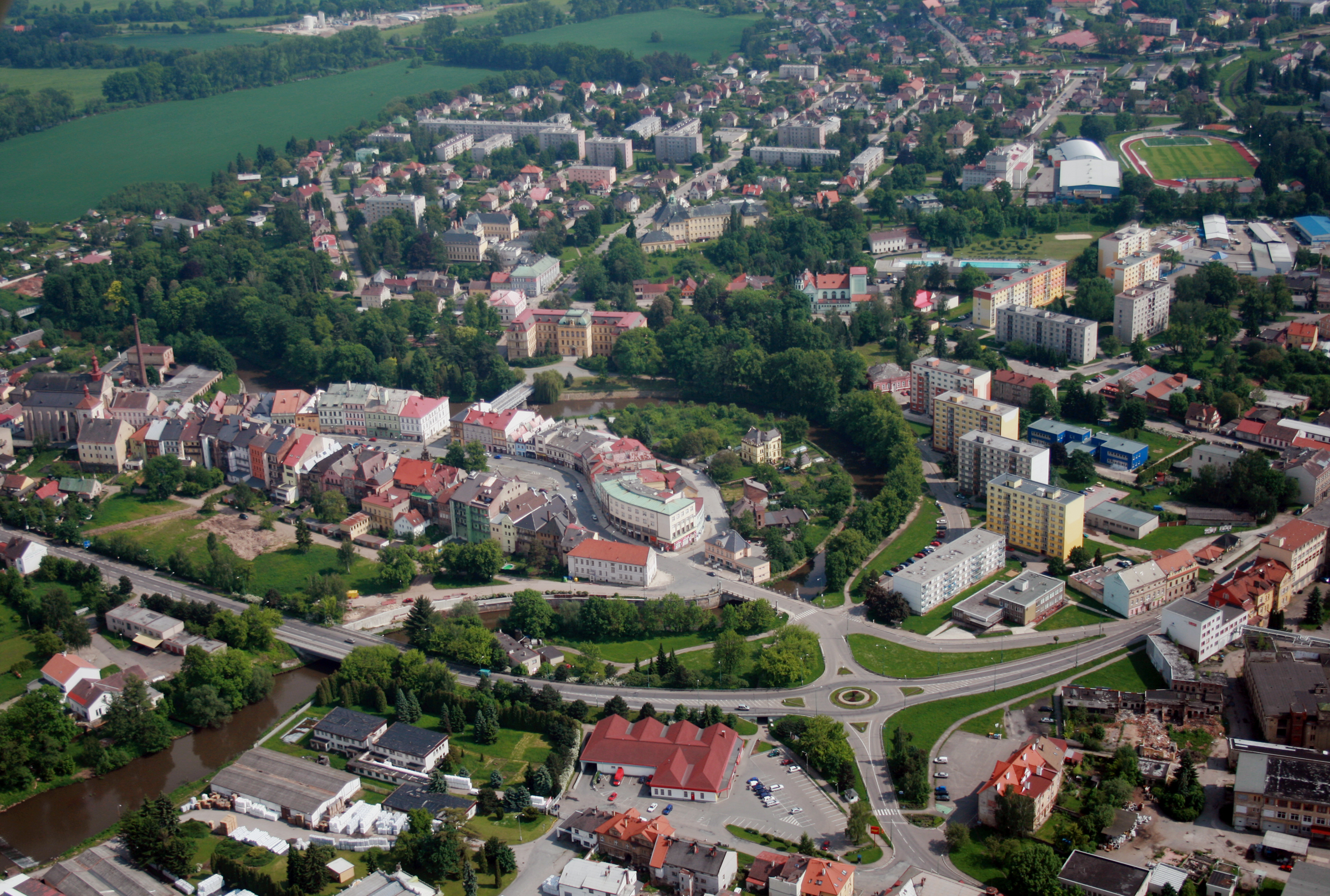
Luftbild

Jaroměř liegt 15 Kilometer nordöstlich der Kreisstadt Hradec Králové am Zusammenfluss dreier Flüsse, der Einmündung der Úpa (Aupa) und der Metuje (Mettau) in die Elbe (Labe). Die Stadt hat 9 Ortsteilen: Jaroměř-Stadt, Cihelny, Dolní Dolce, Jakubské Předměstí, Jezbiny, Josefov, Pražské Předměstí, Semonice und Starý Ples.

## Geschichte

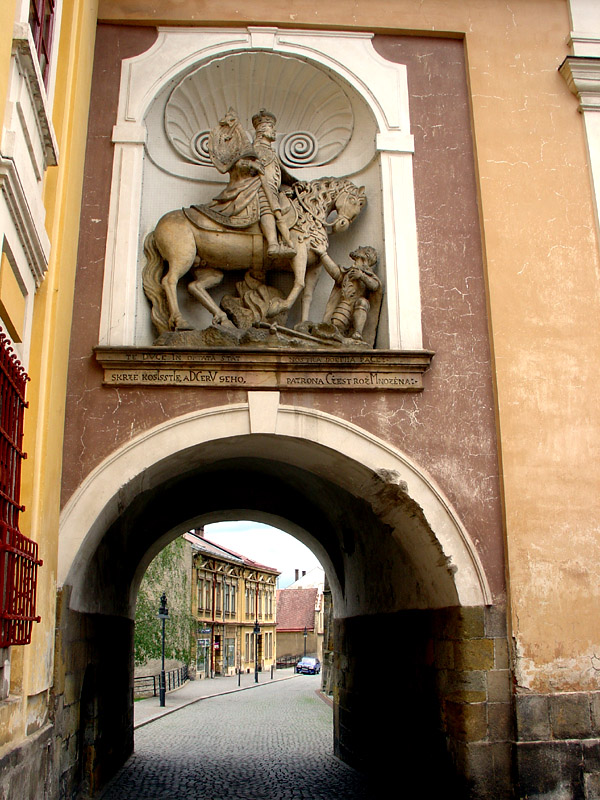
Straße in Richtung des Marktplatzes

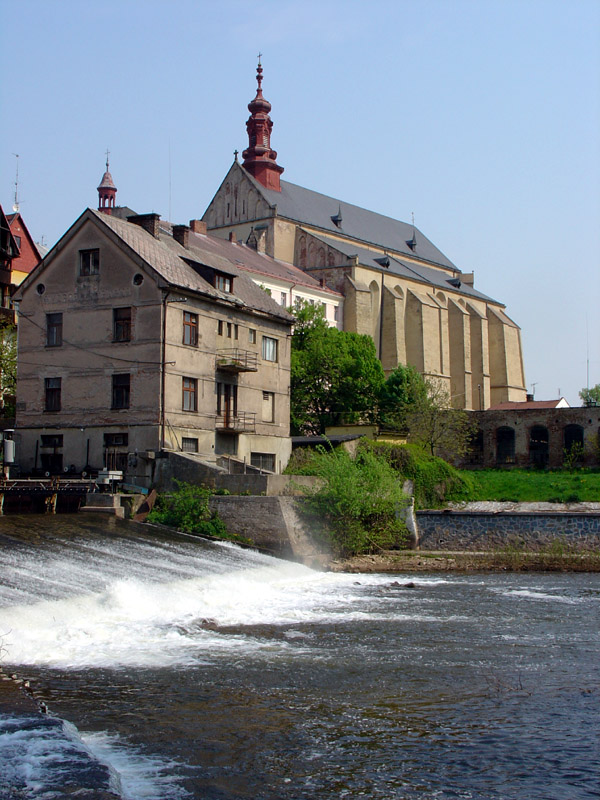
Die Elbe in Jaroměř

Die historische Altstadt ist seit mehr als eintausend Jahren besiedelt. Anfang des 11. Jahrhunderts erbaute Jaromír, Fürst der Přemysliden, eine Festung und gab ihr den Namen Jaroměř / Jaromir. Unter König Ottokar I. Přemysl wurde Jaroměř zur Königsstadt erhoben.
1349 gründete der Prager Erzbischof Ernst von Pardubitz in Jaroměř das Augustiner-Chorherrenstift, das er mit Mönchen aus dem Augustiner-Chorherrenstift Raudnitz besiedelte. Zu dieser Zeit wurde Jaroměř Leibgedingestadt und erhielt ansehnliche Privilegien. Nachdem der Jaroměřer Stadthauptmann Hynek von Červená Hora, der auf Seiten des Königs Sigismund stand, 1420 das östlich gelegene Hussitenstädtchen Krčín dem Erdboden gleichgemacht hatte, eroberten die Hussiten 1421 Jaroměř und zerstörten das Augustiner-Chorherrenstift. Die vormals deutschsprachige Stadt wurde in der Folgezeit tschechisch und blieb bis zur Gegenreformation ein Zentrum der hussitischen Lehre.
1645 belagerten die Schweden unter Torstensson den Ort.
In den Jahren 1780 bis 1787 ließ Kaiser Joseph II. gegenüber der Stadt, am linken Ufer von Elbe und Mettau, die kaiserliche Festung Ples, die später den Namen Josefstadt erhielt, errichten. Im Jahre 1948 erfolgte die Eingemeindung der Festungsstadt Josefov nach Jaroměř.

### Bevölkerungsentwicklung
- 1850: 4500 Einwohner
- 1880: 6555 Einwohner
- 2005: 12778 Einwohner

## Sehenswürdigkeiten
- Gotische Kirche des hl. Nikolaus mit einem reich verzierten Altar.
- Überreste der mittelalterlichen Stadtmauer.
- Historische Altstadt mit Laubengängen und Mariensäule aus den Jahren 1723 bis 1727, ein Werk des Matthias Bernhard Braun.
- Festung Josefstadt
- Eisenbahnmuseum Jaroměř mit historischen Eisenbahnwagen und Lokomotiven.

## Gemeindegliederung
Die Stadt Jaroměř besteht aus den Ortsteilen Cihelny (Ziegelschlag), Dolní Dolce (Niederdolzen), Jakubské Předměstí (Jakobi-Vorstadt oder Nachoder Vorstadt), Jaroměř (Jermer), Jezbiny (Jesbin), Josefov (Josefstadt), Pražské Předměstí (Prager Vorstadt), Semonice (Semonitz) und Starý Ples (Alt Ples). Grundsiedlungseinheiten sind Cihelny, Dolní Dolce, Husova čtvrť, Jakubské Předměstí, Jaroměř-střed, Jezbiny, Josefov, Labská luka, Nový Josefov, Pod Vinicemi, Poříčí I, Poříčí I, Pražské Předměstí, Přední Dolce (Vorderdolzen), Semonice, Starý Ples, Úpská luka und Zavadilka.
Das Gemeindegebiet gliedert sich in die Katastralbezirke Jaroměř, Jezbiny, Josefov u Jaroměře, Semonice und Starý Ples.

## Verkehr
Der Bahnhof Jaroměř ist ein wichtiger Bahnknoten, an dem die Jaroměř–Trutnov von der Bahnstrecke Pardubice–Liberec (der ehemaligen Süd-Norddeutschen Verbindungsbahn) abzweigt.
Die Schnellstraße Rychlostní silnice 11, die Straßen 1. Ordnung I/33 von Hradec Králové nach Náchod und weiter zur polnischen Grenze sowie die I/37 von Jaroměř nach Trutnov verlaufen hier. Die Straßen 2. Ordnung II/299 von Jaroměř nach Třebechovice pod Orebem und II/285 in Richtung Nové Město nad Metují und Velichovky zweigen hier ab.

## Partnerstädte
- Ziębice, Polen
- Warrington, Großbritannien

## Söhne und Töchter der Stadt
- François Czapek (František Čapek) (4. April 1811 Semonice–nach 1869), tschechischer Uhrmacher, Mitgründer der Firma Patek Philippe SA
- Isidor Soyka (1850–1889), Mediziner
- Ernst Peter Pick (1872–1960), Pharmakologe
- Richard Körner, Edler von Siegringen (1874–1915), österreichischer Offizier, Oberstleutnant
- Friedrich Plaschke (1875–1952), Opernsänger
- Otakar Španiel (1881–1955), Bildhauer, Holzschnitzer und Medailleur
- Bruno Kurzweil (1891–1942), österreichischer Rechtsanwalt, NS-Opfer
- Josef Šíma (1891–1971), französischer Maler böhmischer Abstammung
- Miloš Noha (1901–2000), Slawist
- Zdeněk Veselovský (1928–2006), tschechischer Zoologe
- Vladimír Kopal (1928–2014), tschechischer Rechtswissenschaftler
- Otakar Binar (1931–2024), Architekt
- Vladimír Wolf (1942–2019), Archivar und Historiker
- Jaroslav Gillar (* 1942), Regisseur
- Jiří Novák (* 1950), tschechischer Eishockeyspieler
- Tomáš Holub (* 1967), katholischer Geistlicher, Bischof von Pilsen
- Zdeněk Vaněk (* 1968), Handballtrainer
- Otto Dlabola (* 1973), Eiskunstlauftrainer
- Jakub Bělík (* 2002), Hochspringer